# Kurzwellensender Flevo
Der Kurzwellensender Flevo lag in der Nähe von Zeewolde und sendete von 1985 bis 2007 für Radio Nederland Wereldomroep auf Kurzwelle.
Als Antennenanlage sind 17 HRS-Richtantennen vorhanden. Die Sendeanlage wurde im Jahre 2011 vom niederländischen Verteidigungsministerium als Ersatzsender übernommen.
Anfang 2018 wurde die Kurzwellensendeanlage Flevoland abgerissen, da sich die Antennenanlage nicht für die künftig angedachte militärische Nutzung eigne. Es ist stattdessen ein Neubau mit wesentlich kleineren Antennen vorgesehen.